# Château de Villar-en-Val
Le château de Villar-en-Val est un château situé à Villar-en-Val, en France.

## Localisation
Le château est situé sur la commune de Villar-en-Val, dans le département français de l'Aude.

## Historique
L'édifice est inscrit au titre des monuments historiques en 1973.